# Иванисово (Смоленская область)
Иванисово — деревня в Сафоновском районе Смоленской области России. Входит в состав Вадинского сельского поселения.Деревня находится на территории биологического заказника регионального значения «Междуреченский».
Население — 24 жителя (2007 год).

## География
Расположена в северной части области в 22 км к северу от города Сафонова, в 23 км севернее автодороги М1 «Беларусь». В 5 км восточнее деревни железнодорожная станция Яковская на линии Дурово — Владимирский Тупик.

## История
Входил в состав Васильевского сельского поселения вплоть до его упразднения Законом Смоленской области от 20 декабря 2018 года, после чего включён в Вадинское сельское поселение.